# 都城市立有水中学校
都城市立有水中学校（みやこのじょうしりつ ありみずちゅうがっこう）は、宮崎県都城市高城町有水にある公立の中学校。

## 概要
歴史
1947年（昭和22年）の学制改革により、新制中学校として創立。現校名となったのは2006年（平成18年）。2022年（令和4年）に創立75周年を迎える。
校章
「強く雄々しく、清く豊けく、若く凛々しく」
校章
山と左右に広げられた翼を組み合わせたものを背景にして、中央に校名の略称である「有中」の文字（縦書き）を配している。
校歌
作詞は長嶺宏、作曲は海老原直による。歌詞は3番まであり、2番の歌詞中に校名の「有水」が登場する。
通学区域
「都城市高城町」のうち、「13～20自治公民館」。小学校区は都城市立有水小学校。

## 沿革
- 1947年（昭和22年）- 学制改革が行われる（六・三制の実施）。
  - 4月1日 - 有水国民学校初等科は、新制小学校「高城町立高城小学校」に改組・改称。
  - 5月8日 - 有水国民学校高等科は、青年学校普通科とともに、新制中学校「高城町立有水中学校」に改組・改称。当初、有水小学校に併設。また四家分校を設置（四家小学校に併設）。PTAを結成。
- 1949年（昭和24年）4月 - 木造新校舎が完成し、移転を完了。小学校との併設を解消。高城町立石山中学校を統合。なお、石山中学校の通学区域を有水中学校と高城中学校の2校で分けて統合する形となった。
- 1953年（昭和28年）9月 - 運動場を拡張。
- 1955年（昭和30年）4月 - 家庭科調理室が完成。
- 1959年（昭和34年）4月 - 家庭科裁縫室が完成。
- 1961年（昭和36年）
  - 3月 - 2教室を増築。
  - 4月 - 四家分校が分離の上、高城町立四家中学校（しか）として独立。
  - 10月 - 運動場を拡張。
- 1966年（昭和41年）
  - 3月 - 新校舎が完成。
  - 8月 - 鉄筋コンクリート造2階建て校舎を増築。
- 1970年（昭和45年）3月 - 高城町給食センターによる給食を開始。
- 1973年（昭和48年）3月 - プールが完成。
- 1983年（昭和58年）2月 - 特別教室が完成。
- 2006年（平成18年）1月1日 - 都城市への合併により、「都城市立有水中学校」（現校名）に改称。
- 2009年（平成21年）4月1日 - 都城市立四家中学校を統合。

旧・四家中学校（しか）
- 1947年（昭和22年）- 学制改革が行われる（六・三制の実施）。
  - 4月1日 - 四家国民学校初等科は、新制小学校「高城町立四家小学校[3]」に改組・改称。
  - 5月8日 - 四家国民学校高等科は、青年学校普通科とともに、新制中学校「高城町立有水中学校 四家分校」に改組・改称。
- 1948年（昭和23年）11月 - 新校舎が完成。
- 1954年（昭和29年）3月 - 家庭科教室が完成。
- 1959年（昭和34年）4月 - へき地学校の指定を受ける。
- 1960年（昭和35年）7月 - 新校舎（3教室）が完成。
- 1961年（昭和36年）
  - 4月1日 - 高城町立有水中学校から分離の上、「高城町立四家中学校」として独立（職員数、生徒数171、学級数5）。初代校長に坂元茂が着任。
  - 5月1日 - 独立開校記念式典を挙行。
- 1962年（昭和37年）
  - 3月 - へき地集会所が完成。
  - 12月1日 - 校歌を制定。作詞は長嶺宏、作曲は有馬俊一による。
- 1963年（昭和38年）3月 - 普通教室1と理科室1が完成。
- 1964年（昭和39年）2月 - 技術科教室が完成。
- 1965年（昭和40年）2月 - 家庭科教室が完成。
- 1970年（昭和45年）
  - 3月 - 学校給食センターによる給食を開始。
  - 11月 - 小・中学校用プールが完成。
- 1985年（昭和60年）2月 - 新校舎が完成。
- 1992年（平成4年）9月 - 第1回四家小中合同運動会を実施。
- 2001年（平成13年）5月 - 有水中学校と合同で修学旅行を実施。
- 2002年（平成14年）4月 - 1・2年複式学級を開始。
- 2003年（平成15年）9月 - 第1回四家小・中・保・地区合同運動会を開催。
- 2006年（平成18年）1月1日 - 都城市への合併により、「都城市立四家中学校」に改称。
- 2009年（平成21年）
  - 2月25日 - Sonar Pocketが課外授業・ミニライブを開催[4]。
  - 3月31日 - 都城市立有水中学校への統合により閉校。
    - 最終所在地 - 宮崎県都城市高城町四家940番地8
    - 校章 - 「四」の文字の上に「中」の文字を配している。
    - 校歌 - 1962年（昭和37年）制定。作詞は長嶺宏、作曲は有馬俊一による。歌詞は3番まであり、各番の歌詞中に校名の「四家」が登場する。

## 交通アクセス
最寄りの鉄道駅
- JR九州 吉都線・えびの高原線 「高崎新田駅」・「東高崎駅」

最寄りのバス停留所
- 高崎観光バス「星原入口」・「田尾上」停留所

最寄りの幹線道路
- 国道10号
- 宮崎県道414号有水高原線

## 周辺
- 都城市立有水小学校
- 有水郵便局
- 有水こども園
- 都城市 高城農村環境改善センター
- 有水体育館
- 有水寺